# Superloy
Superloy ist eine korrosionsbeständige Zinklegierung, die im Druckguss Verwendung findet.
Die Legierung wird im Warmkammerverfahren eingesetzt, besitzt ein sehr gutes Fließverhalten (nach Radone: 420 mm bei 420 °C) und erlaubt Materialstärken bis hinunter zu 0,3 mm. Sie ist beständig gegenüber Wasser, atmosphärischen Einwirkungen und auch gegen neutrale und schwach alkalische Lösungen.
Superloy wurde in den 1990er-Jahren von der belgischen Firma Nyrstar (vormals Umicore) entwickelt und ist noch nicht in die Normen EN 1774 (für Zinklegierungen) und EN 12844 (für Zinkdruckgussteile) aufgenommen.

## Metallurgie
Superloy enthält 6,6–7,2 % Aluminium und 3,2–3,8 % Kupfer. Superloy liegt im Dreistoffsystem Zn-Cu-Al nahe am eutektischen Punkt. Obwohl die Legierung zwei Metalle mit höherem Schmelzpunkt als Zink enthält, liegt ihre Erstarrungstemperatur niedriger als z. B. bei ZL5/ZL0410, einer Zamak-Legierung.

## Anwendungsbereich
Die Anwendungsbereiche für Superloy sind vielfältig und sind vor allem von Interesse, wo ein Kompromiss zwischen Dünnwandigkeit und hohen mechanischen Anforderungen gefunden werden muss.
Neben diesen Anwendungsbereichen findet Superloy vor allem Anwendung für Bauteile der Elektronikbranche, Steckerverbindungen sowie Klein- und Präzisionsteile.